# Joe Flacco
Joseph Vincent Flacco (Audubon, 16 de janeiro de 1985) é um jogador de futebol americano que atua como quarterback pelo Cleveland Browns na National Football League. Flacco jogou futebol americano universitário pela Universidade de Delaware e Universidade de Pittsburgh. Em 2008, ele foi selecionado pelo Baltimore Ravens na primeira rodada do Draft, como a 18º escolha. Ele foi eleito o Calouro do Ano da NFL na temporada de 2008. Em 2019, ele jogou pelo Denver Broncos, em 2020 e 2021 pelo New York Jets, teve uma breve passagem pelo Philadelphia Eagles em 2022 e em 2023 foi contratado pelo Cleveland Browns.
Com Flacco como quarterback titular de Baltimore desde sua temporada de estreia, os Ravens venceram a AFC North por duas vezes, apareceram em três AFC Championship Games e derrotaram o San Francisco 49ers para vencer o Super Bowl XLVII após a temporada de 2012. Flacco permaneceu como titular de Baltimore até a metade da temporada de 2018, quando foi substituído pelo novato Lamar Jackson após sofrer uma lesão no quadril. Na temporada do titulo do Super Bowl, Flacco assinou um contrato de seis anos no valor de US$ 120,6 milhões, um recorde para um quarterback na época.
Flacco provou ter um desempenho melhor em pós-temporada, tendo estabelecido um desempenho de dez vitórias e seis derrotas nos playoffs na carreira. Flacco também é conhecido por ter um dos braços mais fortes da NFL, o que lhe permite usar um "jogo agressivo de passes de profundidade de alto risco".

## Primeiros anos
Flacco nasceu em Audubon, New Jersey, filho de Karen (née Madden) e Steve Flacco.
Flacco jogou futebol americano, beisebol e basquete na Audubon High School e foi o quarterback titular da equipe. A família Flacco é originária de Haddon Township, New Jersey. Considerado um recruta de três estrelas pelo Rivals.com, Flacco foi listado como 39° melhor quarterback da classe de 2003.

## Carreira universitária

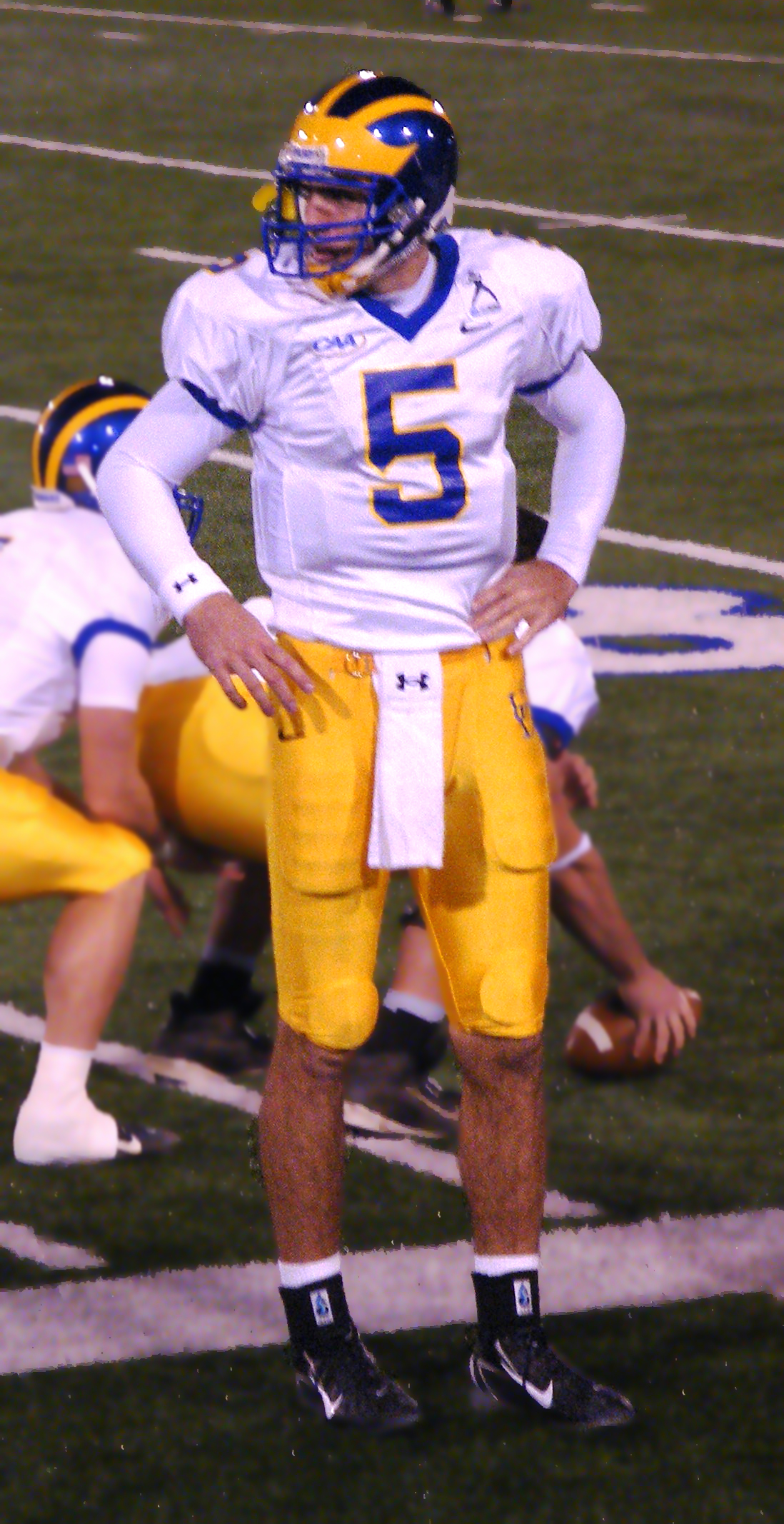
Flacco jogando por Delaware na Final da FCS em 2007

### Universidade de Pittsburgh
Em 2003, ele fez parte do time de futebol americano da Universidade de Pittsburgh mas não jogou em seu temporada de calouro em uma equipe que teve uma campanha de 8-5.
Em 2004, ele foi o quarterback reserva, ele só jogou em alguns lances contra a Universidade de Ohio, a Universidade de Nebraska e a Universidade do Sul da Flórida. Ele terminou a temporada com uma conclusão para 11 jardas.

### Delaware
Flacco se mudou para a Universidade de Delaware e foi titular da equipe durante a temporada de 2006. Ele teve 2.783 jardas e 18 touchdowns com 10 interceptações. Delaware teve uma campanha de 5-6 e não conseguiu se classificar para os playoffs da FCS.
Na temporada de 2007, Flacco liderou sua equipe para uma campanha de 8-3 na temporada regular, enquanto compilava 4.263 jardas, 23 touchdowns e 5 interceptações. Indiscutivelmente seu melhor jogo veio contra a Academia Naval dos Estados Unidos, onde ele teve 434 jardas e quatro touchdowns.
Na primeira rodada dos playoffs, Flacco teve 189 jardas e um touchdown em uma vitória por 44-7 contra Delaware State University. Nas quartas de final, Delaware ganhou por 39-27 de Universidade do Norte de Iowa e depois ganhou nas semis-finais por 20-17 sobre Universidade do Sul de Illinois. Flacco teve dois touchdowns em ambos os jogos mas acabou perdendo a final do campeonato para o Universidade Estadual Appalachian por 49-21.
Flacco estabeleceu 20 registros escolares durante sua carreira em Delaware.
No início de setembro de 2009, um pôster de 2,18 metros de Flacco foi adicionado à fachada do Delaware Stadium.

## Carreira profissional
| 1.99 m                          | 107 kg | 4.84 s | 1.62 s | 2.79 s | 4.27 s | 6.82 s | 0.72 m | 2.79 m | 27 |
| Todos os valores da NFL Combine |        |        |        |        |        |        |        |        |    |

Em Delaware, Flacco era pessimista sobre suas chances de jogar na NFL, e depois de seu primeiro ano pediu ao seu treinador permissão para jogar beisebol. O treinador previu que ele seria selecionado no Draft da NFL, surpreendendo Flacco. Com uma exibição sólida no Senior Bowl e no Combine, Flacco solidificou-se como um dos cinco primeiros quarterback no Draft de 2008. Flacco venceu a competição de arremesso de longa distância no Desafio All-Star do State Farm College da ESPN com um lançamento de 74 jardas, derrotando Matt Ryan, Colt Brennan, Chad Henne e John David Booty, mais tarde vencendo o Taco Bell Quarterback Scramble com um tempo de 15,72 segundos.
Os membros da diretoria do Baltimore Ravens, tendo participado do treino de Flacco no Senior Bowl, ficaram impressionados com sua habilidade de jogar em condições de chuva e vento. Flacco novamente impressionou os Ravens nas más condições climáticas de seu treino em Delaware - Flacco realizou o treino em um campo sem cortes, sem forro, com suas próprias bolas de futebol. O gerente-geral dos Ravens, Eric DeCosta, declarou depois que os treinos o deixaram confiante de que Flacco poderia ter sucesso nas condições de final de temporada em Pittsburgh e Cleveland.
A Flacco foi escolhida pelos Ravens com a 18ª escolha geral no Draft de 2008. A seleção fez de Flacco o jogador mais bem selecionado da Universidade de Delaware. Ele também foi o primeiro quarterback da Divisão I-FCS (ex-I-AA) selecionado na primeira rodada do draft desde que Steve McNair foi selecionado em 3° pelo Houston Oilers no Draft de 1995.
Em 16 de julho de 2008, ele assinou um contrato de cinco anos com um valor máximo de cerca de US $ 30 milhões e US $ 8,75 milhões garantidos.

### Baltimore Ravens

#### Temporada de 2008

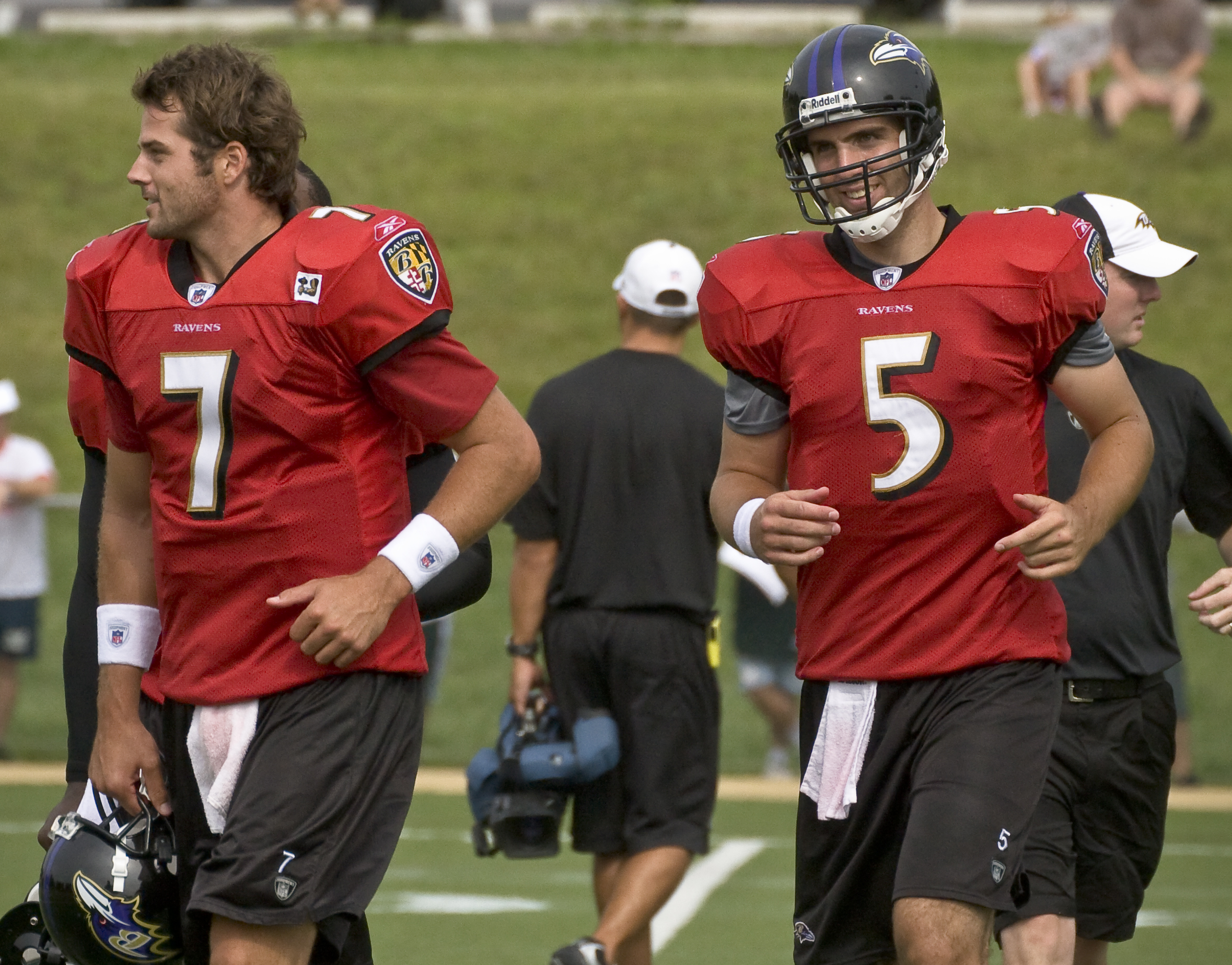
Flacco (à direita) e Boller durante os treinos de 2008

Devido a uma lesão do titular, Kyle Boller, e uma doença do ex-vencedor do Heisman Trophy, Troy Smith, Flacco se tornou o quarterback titular do primeiro jogo da temporada de 2008 contra o Cincinnati Bengals. Ele completou 15 de 29 passes para 129 jardas, seu passe mais longo foi uma jogada de 15 jardas para Derrick Mason, ele acabou não tendo passes para touchdown na estreia mas fez um TD terrestre; a equipe acabou vencendo o jogo por 17-10.
Em sua primeira temporada, Flacco foi eleito o Jogador Ofensivo da Semana da AFC na semana 9, Novato da Semana pela NFL, Rookie da semana pela NFLPA e Novato do Mês de novembro. Flacco terminou sua temporada de novato acertando 257 passes para 2.971 jardas com um total de 16 touchdowns (14 passando, 2 correndo) e 14 turnovers (12 interceptações e 2 fumble perdidos).
Na rodada de wild card dos playoffs, Flacco se tornou apenas o terceiro quarterback novato na história da NFL a vencer sua primeira partida de pós-temporada e o primeiro a fazê-lo fora de casa, quando seus Ravens derrotaram os Dolphins por 27–9. Flacco completou 9 passes, acumulando 135 jardas sem lançar um touchdown ou interceptação. Shaun King, Ben Roethlisberger, Russell Wilson e Mark Sanchez são os únicos quarterbacks estreantes a vencer o seu primeiro jogo de playoffs.

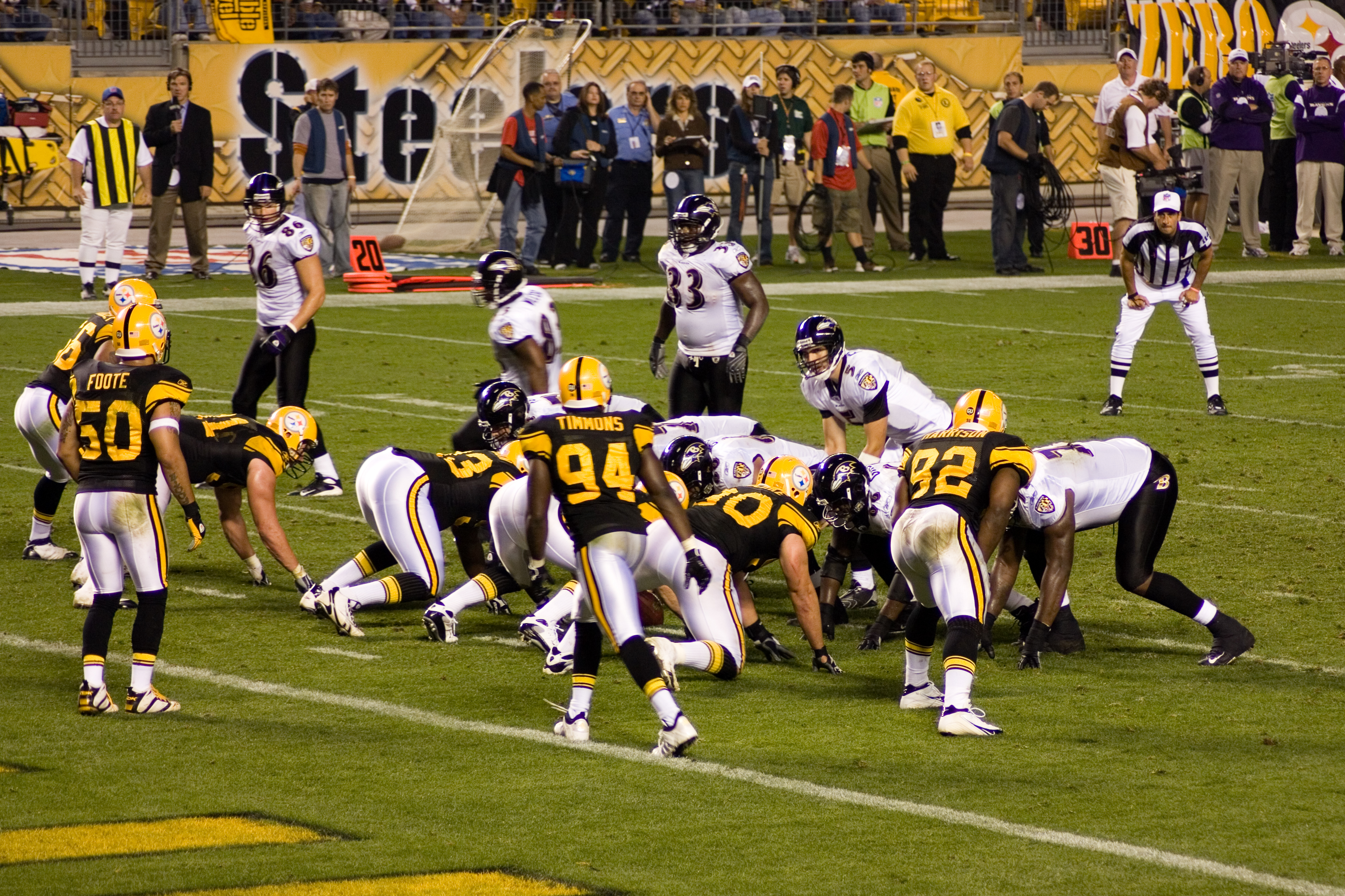
Flacco (agachado) alinha-se contra o Pittsburgh Steelers em 2008.

Ele então ganhou seu segundo jogo contra o Tennessee Titans por 13-10 com Flacco tendo 11 passes para 148 jardas e um touchdown. Ele é o primeiro quarterback novato a vencer dois jogos nos playoffs.
No AFC Championship Game de 2009 contra os Steelers, os Ravens perderam por 23-14, com Flacco tendo 141 jardas e sendo sacado três vezes.
Flacco foi nomeado o Novato do Ano da NFL Diet Pepsi em janeiro de 2009.

#### Temporada de 2009

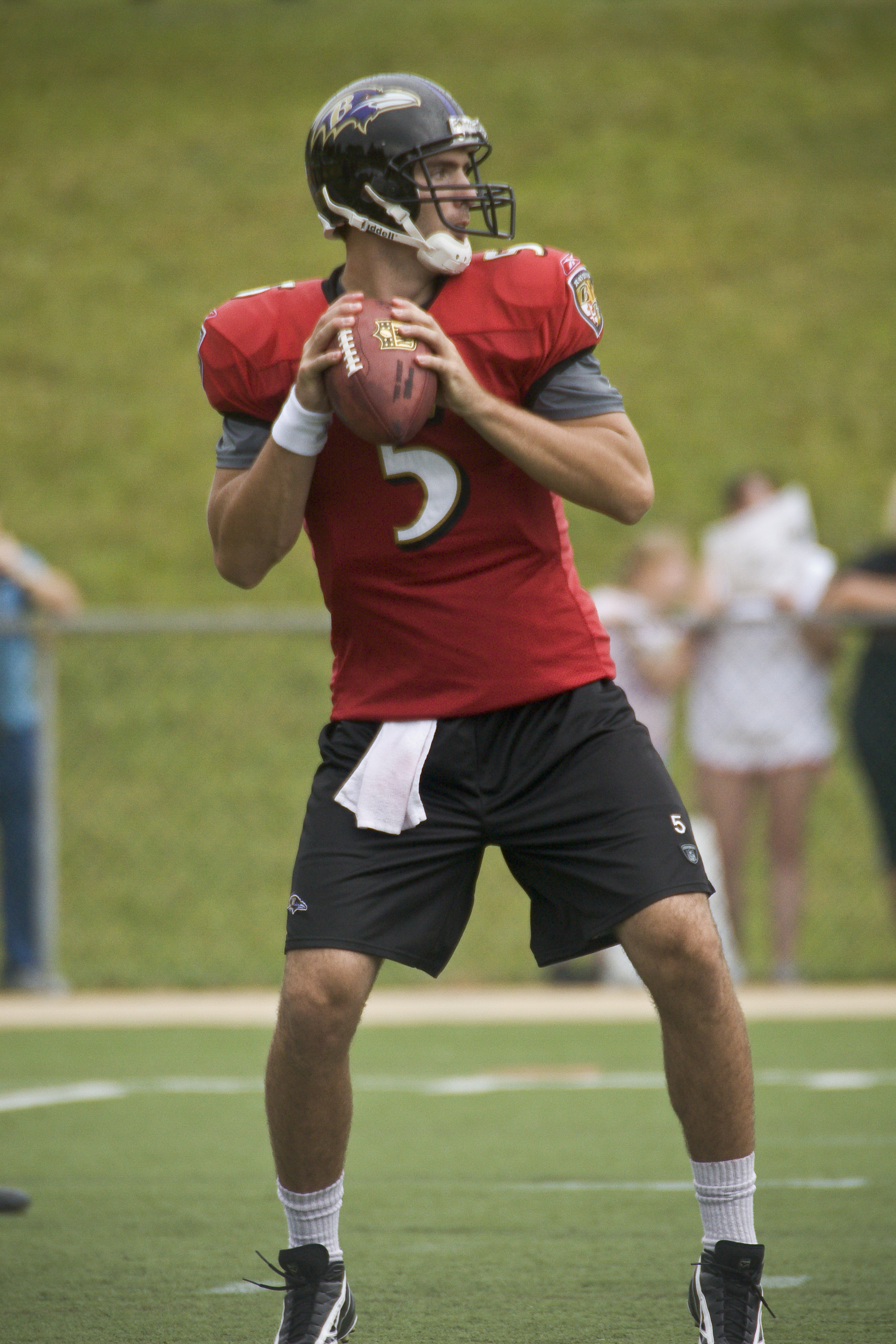
Flacco nos treinos de 2008

No jogo de abertura da temporada em Baltimore contra o Kansas City Chiefs, Joe Flacco levou os Ravens à sua primeira vitória da temporada. Ele teve 307 jardas e três touchdowns, ambos melhores números de sua carreira, juntamente com 18 jardas correndo. Ele também teve uma interceptação e um rating de 95,8. Durante este jogo, os Ravens quebraram o recorde de franquia para mais jardas ofensivas em um jogo com um total de 501.
Na semana 15 contra o Chicago Bears, Flacco quebrou seu recorde pessoal para mais touchdowns em um jogo com quatro, os Ravens venceram o jogo por 31-7. Com 3.613 jardas e 21 touchdowns, Flacco se tornou o primeiro quarterback dos Ravens desde Vinny Testaverde a ter mais de 3.000 jardas e mais de 20 touchdowns em uma única temporada.
Uma lesão limitou o desempenho de Flacco no Wild Card contra os Patriots. Os Ravens derrotaram os Patriots por 33-14, apesar de Flacco ter acertado apenas 4 passes para 34 jardas com uma interceptação.

#### Temporada de 2010

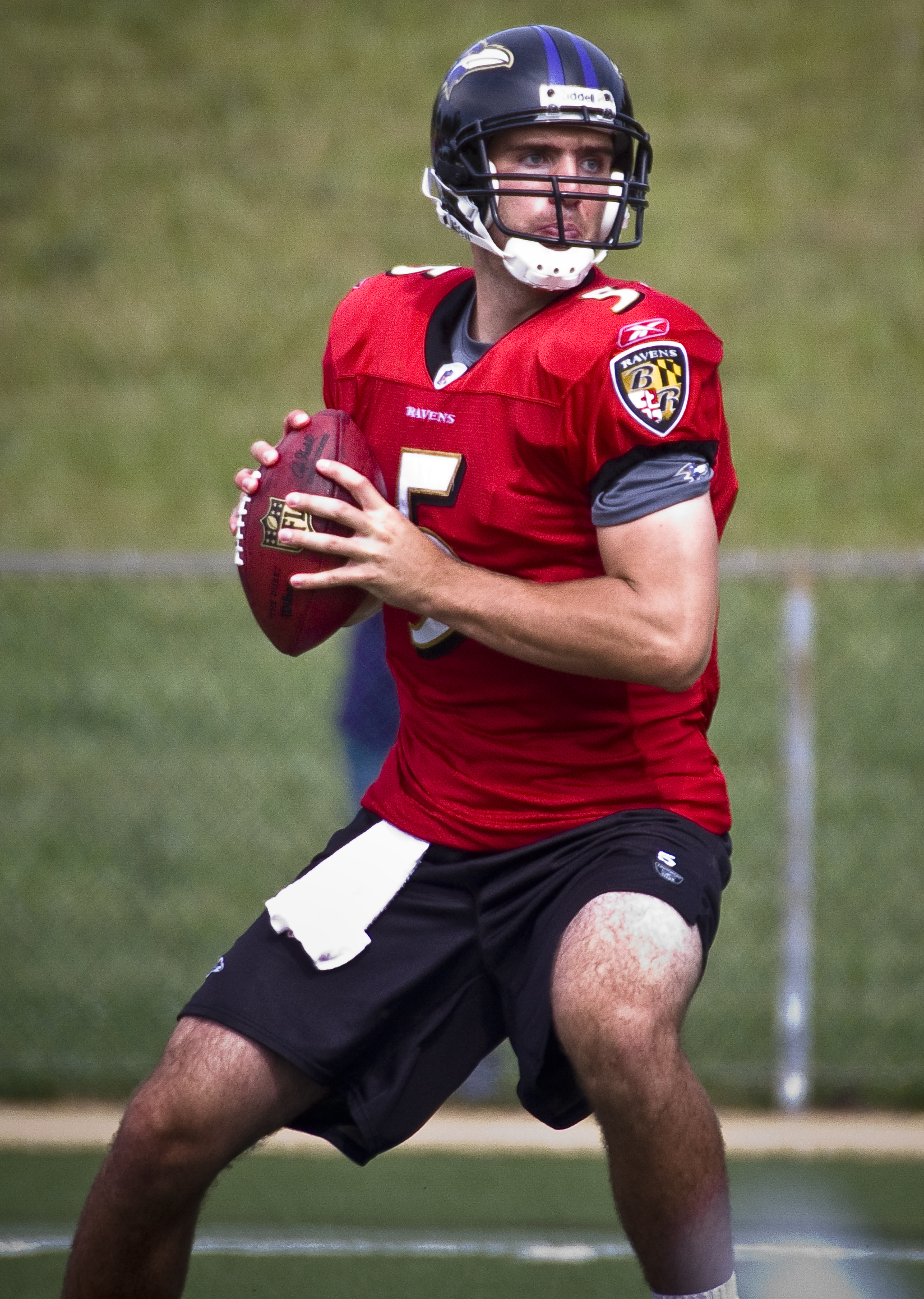
Flacco fazendo um passe durante um treino.

Na abertura da temporada, Flacco e os Ravens jogaram na abertura do New Meadowlands Stadium contra o New York Jets. Flacco teve 248 jardas ao completar 52,6% de seus passes, jogando uma interceptação e perdendo um fumble. Em uma disputa defensiva, os Ravens saíram com uma vitória por 10-9.
Na semana 2 contra o Cincinnati Bengals, Flacco teve sem dúvida seu pior jogo de sua carreira na NFL, com 154 jardas, completando apenas 43,6% de seus passes e tendo quatro interceptações, enquanto jogava um touchdown e acumulava um rating de 23,8.
Em 26 de dezembro de 2010, com uma vitória contra o Cleveland Browns, Flacco se tornou um dos quatro únicos quarterbacks da NFL a levar sua equipe aos playoffs em todas as suas três primeiras temporadas. Durante este jogo, Flacco alcançou 10.000 jardas passadas na carreira. Terminando a temporada, Flacco aumentou seus números em jardas passadas (3.622), touchdowns (25), rating (93.6), e diminui em interceptações (10), mas teve quatro fumble perdidos.
Ao derrotar o Kansas City Chiefs (30-7) no wild card, Flacco completou 25 passes para 265 jardas e dois touchdowns, sem interceptações, com um rating de 115,4. Com a vitória, Flacco se tornou o primeiro quarterback da história da NFL a ser titular e vencer um jogo de playoffs em suas primeiras três temporadas, e empatou com Len Dawson, Roger Staubach, Jake Delhomme e Mark Sanchez no recorde de mais vitórias fora de casa nos playoffs por um quarterback.
No Divisional Round, Flacco e os Ravens voltariam a Pittsburgh para jogar contra o seu rival Steelers. Eles perderam por 31–24 com Flacco tendo 16 passes para 125 jardas, um touchdown e uma interceptação. Ele foi classificado em 90º por seus companheiros jogadores no NFL Top 100 Players of 2011.

#### Temporada de 2011
Flacco teve seu melhor jogo da temporada na semana 3. Ele teve 27 passes com 389 jardas e três touchdowns, ele também teve um rating de 103,6, assim como 27 jardas terrestre e um fumble perdido.
Flacco teve mais três jogos de 300 jardas durante a temporada regular: contra os Texans, Cardinals e Steelers. Ele venceu todos esses três jogos, vencendo o Pittsburgh pela primeira vez em sua carreira, mas também perdeu um fumble em cada um deles. Apesar de perder para os Chargers na Semana 15, os Ravens conquistaram uma vaga para os playoffs pelo quarto ano consecutivo naquela semana.
Flacco terminou a temporada sendo titular em todos os 16 jogos com 312 passes (57,6%), 3.610 jardas, 20 touchdowns, 12 interceptações. Ele teve uma média de 225,6 jardas por jogo, foi sacado 31 vezes e teve 6 fumbles perdidos. Ele terminou o ano com um rating de 80,9.
No Divisional Round contra o Houston Texans, ele teve 176 jardas e dois touchdowns, sem turnovers. Na AFC Championship Game, Flacco completou 22 passes para 306 jardas com dois touchdowns e uma interceptação mas os Patriots ganharam o jogo e avançaram para o Super Bowl.

#### Temporada de 2012: MVP do Super Bowl
Apesar do sucesso de Flacco - os Ravens estiveram nos playoffs em suas primeiras quatro temporadas - poucos o consideravam entre os melhores quarterbacks da NFL. Antes de janeiro de 2015, ele nunca havia sido selecionado para o Pro Bowl. Em abril de 2012, Flacco foi, como declarou o The New York Times, "quase universalmente ridicularizado" quando afirmou que era o melhor quarterback da NFL, superior a Brady, Peyton Manning ou Aaron Rodgers. "Eu não acho que seria muito bem sucedido no meu trabalho se não me sentisse assim", disse Flacco. Em julho, ele recusou a oferta dos Ravens de um novo contrato, supostamente por US $ 16 milhões por ano, dizendo ao seu agente que ele acreditava que poderia melhorar e ganhar mais.

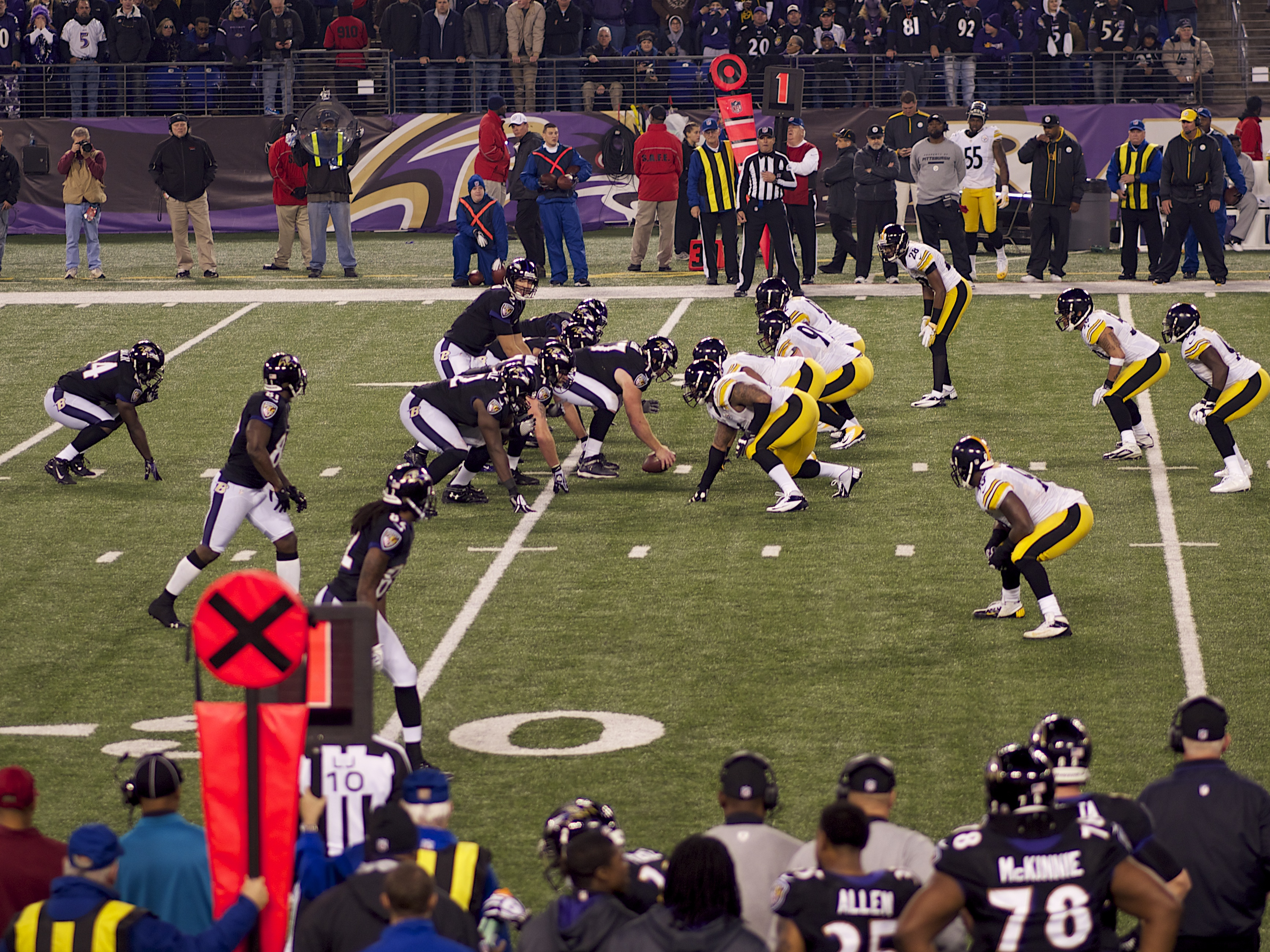
Flacco contra o Pittsburgh Steelers em 2 de dezembro de 2012

Quando os Ravens se classificaram para os playoffs, grande parte da mídia local e nacional descreveu o time como candidatos ao Super Bowl.
Em 6 de janeiro de 2013, na vitória por 24-9 contra o Indianapolis Colts no Wild Card, Flacco terminou o jogo com 12 passes para 282 jardas, dois touchdowns e um rating de 125,6. No Divisional Round, os Ravens venceram os Broncos e Peyton Manning por 38-35, com Flacco tendo 331 jardas e 3 touchdowns
Em 20 de janeiro de 2013, Flacco e os Ravens vingaram a derrota no Campeonato AFC do ano anterior para os Patriots com uma vitória por 28-13, garantindo sua vaga no Super Bowl XLVII. Flacco teve 240 jardas e três touchdowns, marcando seu terceiro jogo seguido com uma rating acima de 100. Com essa vitória, Flacco se tornou o segundo quarterback da NFL a derrotar tanto Peyton Manning (com os Broncos) quanto Tom Brady na mesma pós-temporada (o primeiro a fazê-lo foi Mark Sanchez em 2010).

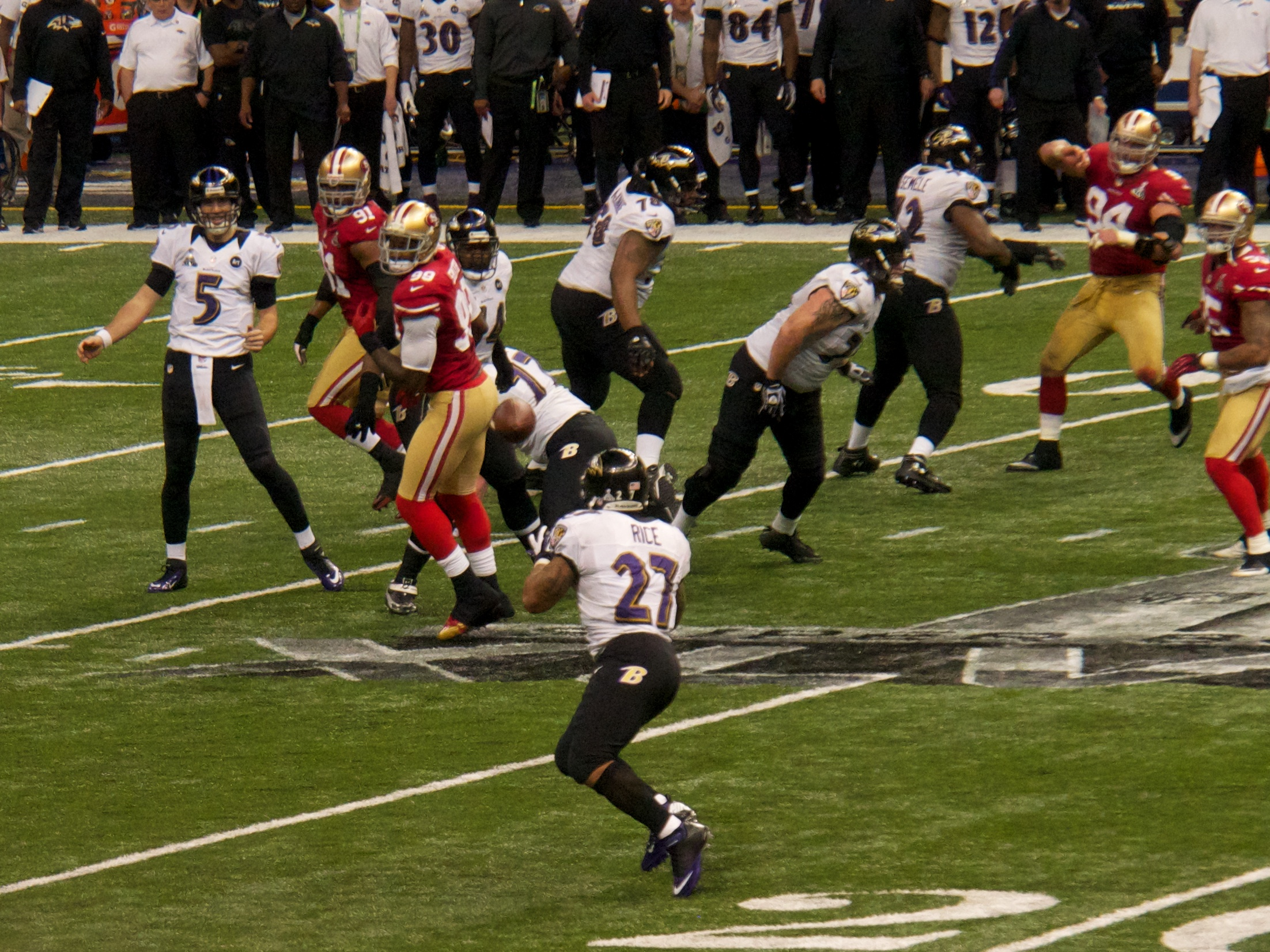
Flacco tentando um passe para Ray Rice no Super Bowl XLVII.

Em uma vitória por 34-31 sobre o favorito San Francisco 49ers no Super Bowl XLVII, jogado em 3 de fevereiro de 2013, Flacco completou 22 passes para 287 jardas e outros três touchdowns. Com um recorde de quarto jogo de playoffs com um rating de +100 em uma única pós-temporada, Flacco foi nomeado o MVP do Super Bowl. Ao ganhar o prêmio, ele recebeu um novo Chevrolet Corvette vermelho.
Flacco terminou a pós-temporada tendo completado 73 passes (57,9%) para 1,140 jardas com 11 touchdowns e zero interceptações, empatando com Joe Montana e Kurt Warner para mais touchdowns em uma única pós-temporada e, além disso, empatado com Montana para mais touchdowns sem interceptação em uma única pós-temporada.
Essas conquistas deram a Flacco o que o The New York Times afirmou que "poderia ser o melhor free agency de um jogador na história dos esportes profissionais", já que seu contrato expirou após a temporada. Ele foi classificado em 19º por seus companheiros no NFL Top 100 Players of 2013.

#### Temporada de 2013
Em 4 de março de 2013, Flacco se tornou o quarterback mais bem pago da história da NFL quando assinou um contrato de seis anos no valor de US $ 120,6 milhões. No entanto, em poucos meses, ele foi superado por Aaron Rodgers, dos Packers, e Matt Ryan, dos Falcons.
A temporada de 2013 da Flacco foi estatisticamente a pior de sua carreira. Pela primeira vez, Flacco teve mais interceptações do que touchdowns. Suas 22 interceptações foram 10 a mais do que ele tinha jogado em qualquer outra temporada. Seus 19 touchdowns também foram os mais baixos desde o seu ano de estreia. Seu rating foi de 73,1. Ele também foi sacado mais vezes (48) do que em qualquer outra temporada de sua carreira.
Os Ravens terminaram com uma campanha de 8-8 e Flacco não foi para os playoffs pela primeira vez em sua carreira. Ele ficou em 58º lugar por seus companheiros no NFL Top 100 Players of 2014.

#### Temporada de 2014
Flacco teve seu melhor jogo da temporada na sexta semana e um dos melhores jogos de sua carreira. Ele completou 21 passes para 306 jardas e cinco touchdowns para quatro receptores diferentes (Smith Sr., Torrey Smith, Kamar Aiken e Michael Campanaro), sem interceptações. Ele teve um rating de 149,7. Flacco se tornou o quarterback mais rápido a lançar cinco passes para touchdown, levando apenas 16 minutos e 3 segundos. Os Ravens golearam o Tampa Bay Buccaneers por 48–17. Ele ganhou o prêmio de Jogador Ofensivo da Semana da AFC pela terceira vez em sua carreira.
Na semana 16, os Ravens enfrentaram os Houston Texans com uma chance de ir para os playoffs. Flacco jogou seu pior jogo da temporada, e sem dúvida o pior de sua carreira. Ele terminou o primeiro tempo com apenas 27 jardas e duas interceptações, enquanto os Ravens perdiam por 16-0 indo para o intervalo. Os Ravens se recuperariam no segundo tempo, quando Flacco deu dois passes para touchdown para Torrey Smith, mas os Ravens nunca tiveram uma vantagem em todo o jogo e acabaram perdendo por 25-13. Flacco terminou completando 21 de 50 passes para 195 jardas, dois touchdowns e três interceptações com um rating de 41,7. Ele também foi sacado duas vezes. Baltimore acabou conquistando o último lugar nos playoffs da AFC na semana 17.
2014 foi a melhor temporada regular de sua carreira. Ele estabeleceu seu melhores números em jardas passes (3.986), touchdowns (27), sacks (19), fumble (5) e fumble perdidos (0). Ele também tentou e completou o segundo maior número de passes de uma única temporada em sua carreira (344 completadas em 554 tentativas) e teve sua segunda menor quantidade de interceptações lançadas em uma temporada regular (12). Em 5 dos últimos 6 jogos da temporada de Flacco, seu rating foi de 99 ou superior, com a única exceção sendo a derrota por 25-13 para o Houston. Ele levou Baltimore a um recorde de 10-6.
Na rodada de Wild Card dos playoffs, contra os Steelers, Flacco completou 18 passes para 259 jardas, dois touchdowns e nenhuma interceptação com um rating de 114,0, enquanto os Ravens venceram os Steelers por 30-17. Esta foi a primeira vez que os Ravens venceram os Steelers na pós-temporada. Ele se tornou o primeiro quarterback na história da NFL a ser titular e ganhar um jogo de playoff em seis das suas primeiras sete temporadas.
No Divisional Round, os Ravens viajaram para Foxborough para enfrentar o New England Patriots e perderam por 31-35. Flacco teve bom desempenho, com 28 passes para 292 jardas, 4 touchdowns, quatro interceptações e um rating de 92,1.
Por seus esforços durante a temporada de 2014, Flacco foi convidado para o Pro Bowl de 2015 como um reserva, mas recusou a oportunidade de jogar porque sua esposa, Dana, deveria dar à luz o terceiro filho do casal no mesmo mês.
Nos NFL Top 100 Players of 2015, Flacco ficou em 97º lugar, a mais baixa posição que ele já teve na lista. Ele caiu 39 posições em relação ao ano anterior, onde ficou em 58º lugar.

#### Temporada de 2015

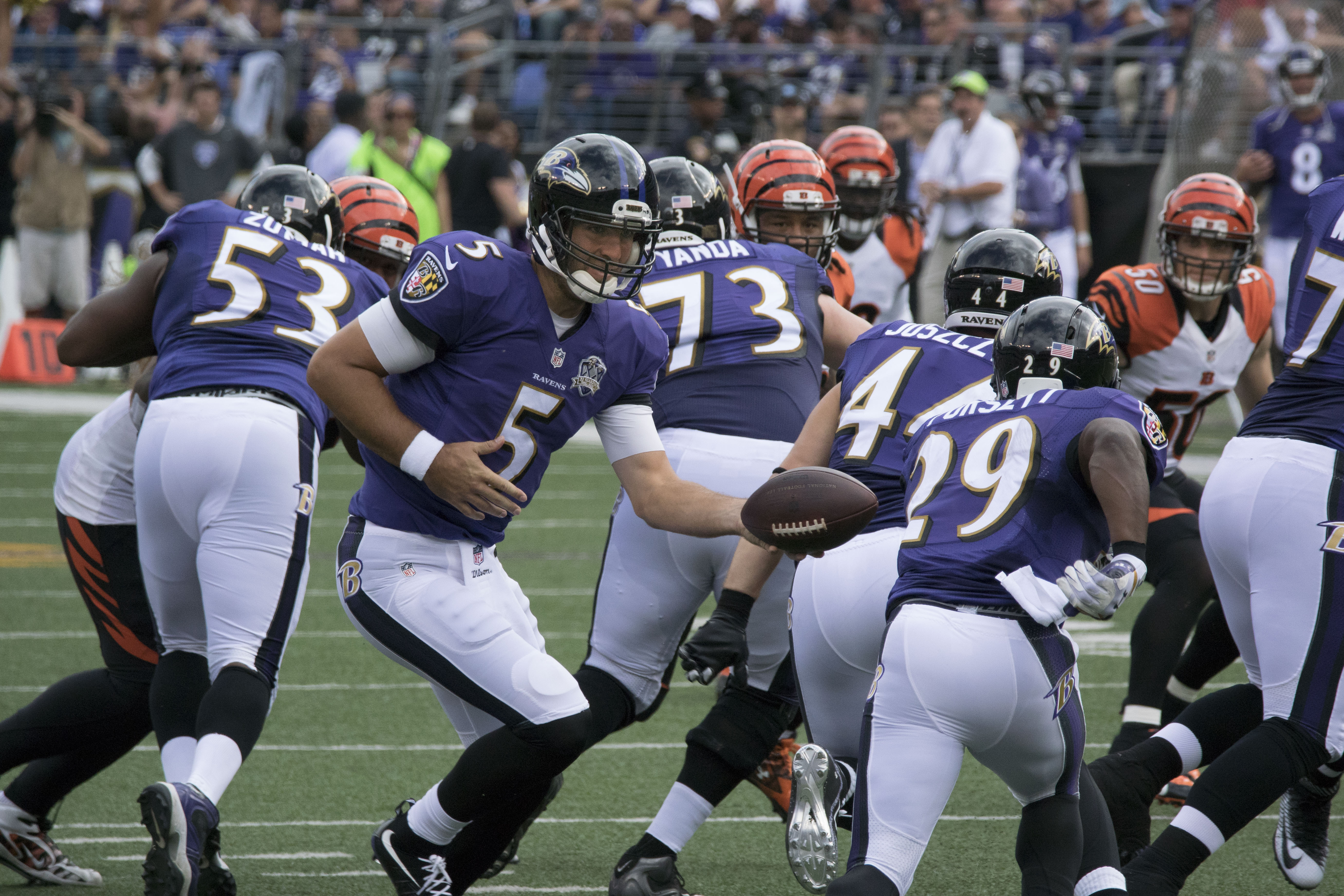
Flacco em 2015

Na semana 11, contra o St. Louis Rams, Flacco sofreu uma lesão no Ligamento cruzado anterior e no Ligamento colateral medial, não jogando mais na temporada de 2015. Ele permaneceu no jogo para completar a corrida e colocar Baltimore em posição de chutar o field goal da vitória, dando aos Ravens uma vitória por 16-13 em casa.
Flacco terminou a temporada com 266 passes completados em 413 tentativas, 2.791 jardas, 14 touchdowns, 12 interceptações, um rating de 83.1, três touchdowns terrestres e cinco fumble, perdendo dois. Ele também não foi eleito para a lista anual dos 100 melhores jogadores da NFL pela primeira vez desde que a série começou.

#### Temporada de 2016
Em 2 de março de 2016, Flacco concordou com uma prorrogação de três anos para permanecer com a equipe.
Ravens terminaram com um recorde de 8-8 e não foram para os playoffs pela segunda temporada consecutiva. Flacco registrou um recorde de carreira e da franquia de 4.317 jardas passadas, a primeira vez que chegou a pelo menos 4.000 jardas, mas teve apenas 20 touchdowns e 15 interceptações.

#### Temporada de 2017
Em 26 de julho de 2017, foi revelado que Flacco foi diagnosticado com uma lesão nas costas, descartando-o por 3 a 6 semanas de treinamento. Durante o Thursday Night Football contra o Miami Dolphins na semana 8, Flacco sofreu uma concussão após um golpe de Kiko Alonso.
Os Ravens terminaram a temporada com um recorde de 9-7 e não foram para os playoffs. Flacco terminou a temporada sendo titular em todos os 16 jogos, jogando para 3.141 jardas e 18 touchdowns com 13 interceptações.

#### Temporada de 2018
Em 9 de setembro de 2018, Flacco lançou para três touchdowns e teve um passer rating de 121,7 no primeiro jogo da temporada contra o Buffalo Bills. Na semana seguinte, no Thursday Night Football, ele lançou para 376 jardas e dois touchdowns, junto com duas interceptações, contra o Cincinnati Bengals.
Após uma contusão sofrida na semana 9 na derrota para o Pittsburgh Steelers, Flacco foi substituído pelo novato Lamar Jackson. Jackson conquistou seis vitórias em sete jogos e quando Flacco melhorou o veterano acabou sendo colocado no banco de reservas. No total, Joe Flacco terminou o ano com 2 465 jardas, 12 touchdowns e seis touchdowns. Na pós-temporada, na rodada de repescagem, os Ravens perderam para o Los Angeles Chargers e mais uma vez terminaram seu ano mais cedo.

### Denver Broncos

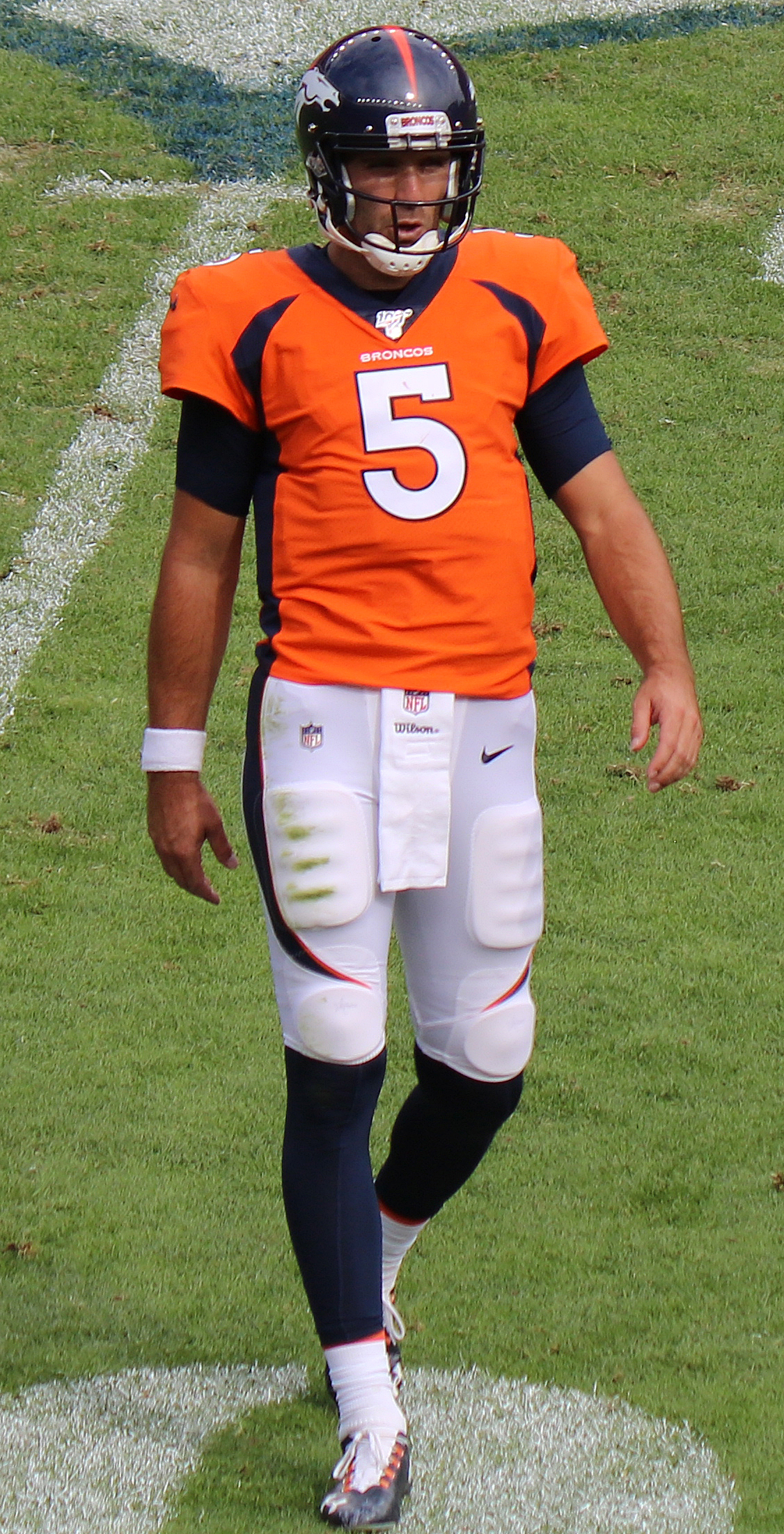
Flacco em 2019.

Em 13 de fevereiro de 2019, os Ravens trocaram Flacco para o Denver Broncos por uma escolha de quarta rodada no Draft da NFL. A troca foi feita oficial em 13 de março de 2019. Flacco começou mal a temporada e na semana 8 saiu do jogo contundido, ficando fora do restante da temporada.
Em 19 de março de 2020, os Broncos dispensaram Flacco após ele falhar no exame médico. Ele foi submetido a uma cirurgia no pescoço em abril de 2020.

### New York Jets (primeira passagem)
Em 27 de maio de 2020, Flacco assinou um acordo de um ano valendo US$ 1,5 milhões de dólares com os Jets para ser reserva do novato Sam Darnold. Ele acabou entrando em campo cinco vezes, quatro como titular após Darnold se machucar, lançando para 864 jardas e seis touchdowns, além de três interceptações.

### Philadelphia Eagles
Em 25 de março de 2021, Flacco assinou um contrato de um ano, de aproximadamente US$ 3,5 milhões de dólares com o Philadelphia Eagles para ser o reserva de Jalen Hurts. Flacco foi o melhor quarterback, em termos de estatísticas, dos Eagles durante a pré-temporada, mas acabou não aparecendo em qualquer jogo de temporada regular com Philadelphia.

### Retorno para o New York Jets

#### 2021
Em 25 de outubro de 2021, os Eagles trocaram Flacco para os Jets por uma escolha condicional da sexta rodada do draft, após o quarterback dos Jets, Zach Wilson, sofreu uma lesão no joelho. Flacco serviu como reserva dos QBs Mike White e Josh Johnson pelos primeiros três jogos, antes de atuar na Semana 10 contra os Bills, completando três passes para 47 jardas e um touchdown. Em 17 de novembro de 2021, Flacco foi nomeado como quarterback titular dos Jets na semana 11 contra os Dolphins. Ele foi colocado na lista reserva/COVID-19 pelos Jets em 23 de novembro devido ao seu contato próximo com White, que testou positivo para COVID-19. Flacco foi ativado em 30 de novembro.

#### 2022
Em 16 de março de 2022, Flacco renovou seu contrato com os Jets por um ano, valendo US$ 3,5 milhões. Foi anunciado então que ele começaria como quarterback nas três primeiras semanas da temporada devido a uma lesão do titular Zach Wilson. Flacco acabou jogando cinco partidas, sendo quatro como titular, lançando para 1 051 jardas, cinco touchdowns e três interceptações.

### Cleveland Browns
Em 20 de novembro de 2023, Flacco foi contratado para o time de treino dos Browns, após uma lesão no final da temporada do quarterback titular Deshaun Watson. Flacco foi nomeado titular absoluto na semana 13 contra o Los Angeles Rams após Dorian Thompson-Robinson ter sido diagnosticado com uma concussão. Ele foi novamente nomeado o titular contra os Jaguars na Semana 14. No jogo, Flacco completou 26 de 45 passes para 311 jardas, três touchdowns e uma interceptação, enquanto os Browns venceram por 31 a 27. Após esta vitória, os Browns anunciaram que Flacco continuaria sendo titular nas próximas partidas. Após voltar rapidamente para o practice squad, ele se juntou oficialmente ao elenco ativo depois de assinar um contrato de um ano com o Cleveland em 14 de dezembro.
Na Semana 16 contra os Texans, Flacco completou 27 de 42 passes para 368 jardas, três touchdowns e duas interceptações em uma vitória por 36 a 22. Foi a primeira vez na carreira de Flacco que ele teve três jogos consecutivos com passes de mais de 300 jardas e foi eleito FedEx Air Player of the Week por seu desempenho. Na semana 17, contra os Jets, Flacco lançou para três touchdowns e passou para 296 jardas no primeiro tempo, uma das melhores performances da sua carreira, na vitória por 37 a 20, conquistando a primeira vaga dos Browns nos playoffs em três anos. Flacco se tornou o primeiro jogador na história da NFL a ter 250 jardas de passe e vários touchdowns aéreos em cada um de seus primeiros cinco jogos com uma franquia.
Em 13 de janeiro de 2024, Flacco fez sua primeira aparição nos playoffs como titular desde 2015, enfrentando agora os Texans na rodada de repescagem (wild card). A diferença de nove anos entre o início dos playoffs é a segunda maior lacuna na história da pós-temporada da NFL, atrás apenas dos doze anos de Doug Flutie entre 1987 e 1999. Na partida, Flacco teve um bom primeiro tempo, completando 15 de 19 passes para 172 jardas e um touchdown. No entanto, duas interceptações retornadas para touchdowns no terceiro quarto colocaram Cleveland em uma situação difícil, perdendo por por 45 a 14. Esta foi a primeira derrota de Flacco numa partida de Wild Card game, sendo que ele tinha vencido as cinco partidas anteriores. Com a temporada encerrada, Flacco foi nomeado Comeback Player of the Year na NFL pela Associated Press, se tornando o jogador mais velho a receber tal prêmio desde Jim Martin em 1963.

## Estatísticas
| Temporada regular | Temporada regular | Temporada regular | Passando  | Passando  | Passando  | Passando  | Passando  | Passando  | Passando  | Passando  | Passando  | Correndo  | Correndo  | Correndo  | Correndo  | Correndo  | Fumbles   | Fumbles   | Fumbles |
| Ano               | Time              | JD                | Comp      | Ten       | Pct       | Jardas    | Média     | Lg        | TD        | Int       | Rating    | Ten       | Jardas    | Média     | Lg        | TD        | Fum       | Perdido   |         |
| ----------------- | ----------------- | ----------------- | --------- | --------- | --------- | --------- | --------- | --------- | --------- | --------- | --------- | --------- | --------- | --------- | --------- | --------- | --------- | --------- | ------- |
| 2008              | Baltimore         | 16                | 257       | 428       | 60%       | 2 971     | 6,9       | 70        | 14        | 12        | 80,3      | 52        | 180       | 3,5       | 38        | 2         | 11        | 2         |         |
| 2009              | Baltimore         | 16                | 315       | 499       | 63,1%     | 3 613     | 7,2       | 72        | 21        | 12        | 88,9      | 35        | 56        | 1,6       | 10        | 0         | 8         | 2         |         |
| 2010              | Baltimore         | 16                | 306       | 489       | 62,6%     | 3 622     | 7,4       | 67        | 25        | 10        | 93,6      | 43        | 84        | 2,0       | 14        | 1         | 9         | 4         |         |
| 2011              | Baltimore         | 16                | 312       | 542       | 57,6%     | 3 613     | 6,7       | 74        | 20        | 12        | 80,9      | 39        | 88        | 2,3       | 33        | 1         | 11        | 6         |         |
| 2012              | Baltimore         | 16                | 317       | 531       | 59,7%     | 3 817     | 7,2       | 70        | 22        | 10        | 87,7      | 32        | 22        | 0,7       | 16        | 3         | 9         | 4         |         |
| 2013              | Baltimore         | 16                | 362       | 614       | 59%       | 3 912     | 6,4       | 74        | 19        | 22        | 73,1      | 27        | 131       | 4,9       | 22        | 1         | 8         | 2         |         |
| 2014              | Baltimore         | 16                | 344       | 554       | 62,1%     | 3 986     | 7,2       | 80        | 27        | 12        | 91,0      | 39        | 70        | 1,8       | 15        | 2         | 6         | 0         |         |
| 2015              | Baltimore         | 10                | 266       | 413       | 64,4%     | 2 791     | 6,8       | 50        | 14        | 12        | 83,1      | 13        | 23        | 1,8       | 16        | 3         | 5         | 0         |         |
| 2016              | Baltimore         | 16                | 436       | 672       | 64,9%     | 4 317     | 6,4       | 95        | 20        | 15        | 83,5      | 21        | 58        | 2,8       | 16        | 2         | 5         | 3         |         |
| 2017              | Baltimore         | 16                | 352       | 549       | 64,1%     | 3 141     | 5,7       | 66        | 18        | 13        | 80,4      | 25        | 54        | 2,2       | 25        | 1         | 6         | 0         |         |
| 2018              | Baltimore         | 9                 | 232       | 379       | 61,2%     | 2 465     | 6,5       | 71        | 12        | 6         | 84,2      | 19        | 45        | 2,4       | 13        | 0         | 3         | 1         |         |
| 2019              | Denver            | 8                 | 171       | 262       | 65,3%     | 1 822     | 7,0       | 70        | 6         | 5         | 85,1      | 12        | 20        | 1,7       | 9         | 0         | 8         | 3         |         |
| 2020              | NYJ               | 5                 | 74        | 134       | 55.2      | 864       | 6.4       | 52        | 6         | 3         | 80.6      | 6         | 22        | 3.7       | 9         | 0         | 1         | 0         |         |
| 2021              | PHI               | 0                 | Não jogou | Não jogou | Não jogou | Não jogou | Não jogou | Não jogou | Não jogou | Não jogou | Não jogou | Não jogou | Não jogou | Não jogou | Não jogou | Não jogou | Não jogou | Não jogou |         |
| 2021              | NYJ               | 2                 | 27        | 42        | 64,3%     | 338       | 8,0       | 62        | 3         | 0         | 113,0     | 2         | 3         | 1,5       | 2         | 0         | 1         | 1         |         |
| 2022              | NYJ               | 5                 | 110       | 191       | 57,6%     | 1 051     | 5,5       | 66        | 5         | 3         | 75,2      | 3         | 6         | 2,0       | 7         | 0         | 5         | 4         |         |
| 2023              | CLE               | 5                 | 123       | 204       | 60,3%     | 1 616     | 7,9       | 75        | 13        | 8         | 90,2      | 9         | 2         | 0,2       | 3         | 0         | 4         | 1         |         |
| 2024              | IND               | 8                 | 162       | 248       | 65,3%     | 1 761     | 7,1       | 65        | 12        | 7         | 90,5      | 9         | 26        | 2,9       | 21        | 0         | 4         | 4         |         |
| Carreira          | Carreira          | 196               | 4 166     | 6 751     | 61,7%     | 45 697    | 6,8       | 95        | 257       | 162       | 84,4      | 386       | 890       | 2,3       | 38        | 16        | 103       | 39        |         |

| Playoffs | Playoffs  | Playoffs | Passando | Passando | Passando | Passando | Passando | Passando | Passando | Passando | Passando | Correndo | Correndo | Correndo | Correndo | Correndo | Fumbles | Fumbles | Fumbles |
| Ano      | Time      | Jogos    | Comp     | Ten      | Pct      | Jardas   | Média    | Lg       | TD       | Int      | Rating   | Ten      | Jardas   | Média    | Lg       | TD       | Fum     | Perdido |         |
| -------- | --------- | -------- | -------- | -------- | -------- | -------- | -------- | -------- | -------- | -------- | -------- | -------- | -------- | -------- | -------- | -------- | ------- | ------- | ------- |
| 2008     | Baltimore | 3        | 33       | 75       | 44,0%    | 437      | 5,8      | 48       | 1        | 3        | 50,8%    | 12       | 5        | 0,5      | 1        | 1        | 0       | 0       |         |
| 2009     | Baltimore | 2        | 24       | 45       | 53,3%    | 223      | 5,0      | 27       | 0        | 3        | 39,4     | 7        | 7        | 1,0      | 7        | 0        | 0       | 0       |         |
| 2010     | Baltimore | 2        | 41       | 64       | 64,1%    | 390      | 6,1      | 28       | 3        | 1        | 90,0     | 9        | 25       | 2,8      | 5        | 0        | 3       | 2       |         |
| 2011     | Baltimore | 2        | 36       | 63       | 57,1%    | 482      | 7,6      | 42       | 4        | 1        | 96,1     | 6        | 26       | 4,3      | 14       | 0        | 1       | 0       |         |
| 2012     | Baltimore | 4        | 73       | 126      | 57,9%    | 1 140    | 9,0      | 70       | 11       | 0        | 117,2    | 8        | 16       | 2,0      | 14       | 0        | 1       | 1       |         |
| 2014     | Baltimore | 2        | 46       | 74       | 62,2%    | 551      | 7,4      | 40       | 6        | 2        | 100,7    | 8        | 8        | 1,0      | 9        | 0        | 1       | 0       |         |
| 2023     | Cleveland | 1        | 34       | 46       | 73,9%    | 307      | 6,7      | 47       | 1        | 2        | 80,6     | 3        | 13       | 4,3      | 8        | 0        | 0       | 0       |         |
| Carreira | Carreira  | 6        | 287      | 493      | 58,2%    | 3 530    | 7,2      | 70       | 26       | 12       | 87,9     | 53       | 100      | 1,9      | 14       | 1        | 6       | 3       |         |

### Recordes
- Primeiro quarterback novato a ganhar dois jogos nos playoffs[106]
- Maior número de vitórias de um quarterback nas primeiras sete temporadas: 72 (apenas na temporada regular)[107]
- Segundo número de vitórias na temporada regular e pós-temporada nos primeiros três anos como quarterback: 36 (empatado com Dan Marino)
- Primeiro quarterback a começar e ganhar um jogo de playoffs em cada uma das suas primeiras cinco temporadas (Russell Wilson empatou o recorde)
- Mais touchdowns em uma pós-temporada: 11 (empatado com Joe Montana e Kurt Warner)[53]
- Mais touchdowns sem interceptação em uma pós-temporada: 11 (empatado com Joe Montana)[54]
- Primeiro quarterback a ter um rating acima de 100 em todos os quatro jogos de uma única pós-temporada
- Mais jogos consecutivos de playoff com pelo menos dois touchdowns: 8
- Mais jogos consecutivos de playoff com pelo menos três touchdowns: 3 (empatados com Bernie Kosar, Kurt Warner e Aaron Rodgers)
- Mais jogos de playoffs consecutivos com pelo menos um touchdown: 7 (empatados com Donovan McNabb e Brett Favre)
- Mais jogos de playoffs consecutivos fora de casa com pelo menos dois touchdowns de passe: 5
- Quarterback mais rápido a ter cinco touchdowns em um jogo: 16:03[108]
- Mais jogos de playoffs com vitórias fora de casa por um quarterback: 7 (empatado com Eli Manning)[109]

### Recordes dos Ravens
- Mais jardas passadas – 32,639[110]
- Mais passes completos – 2,915[110]
- Mais passes tentados – 4,742[110]
- Mais passes para touchdowns – 182[110]
- Mais vitórias na temporada regular – 84[110]
- Mais vitórias na pós-temporada – 10[110]
- Mais passes completos consecutivos: 21 (vs. Jacksonville Jaguars em 25 de Setembro de 2016) [111]
- Mais jardas passadas em um jogo de playoff (331 contra Denver Broncos em 2013)[110]
- Mais jogos com 300+ jardas passadas, carreira – 32[110]
- Mais jogos com 300+ jardas passadas, temporada – 6 (2012)[110]
- Mais jogos com 300+ jardas passadas, playoffs – 2[110]
- Maior rating – 84.6[110]
- Maior rating em uma temporada — 93.6 (2010)[110]
- Mais vezes sacado – 290[110]
- Menos interceptação em uma temporada regular — 10 (2012)[110]
- Mais vitórias em viradas no 4Q – 14[110]
- Mais jardas passadas em uma temporada – 4,317 (2016)[110]
- Mais passes completos em uma temporada – 436 (2016)[110]
- Mais passes tentados em uma temporada – 672 (2016)[110]

## Patrocínios
Flacco assinou um contrato de três anos com a Reebok como um novato em 2008. Em 2009-2010, Flacco foi um porta-voz da Pizza Hut, que vendeu um produto chamado "Flacco's Favourites".
Flacco também endossa a Nike e o 1st Mariner Bank, assim como o Haribo desde janeiro de 2013. Em 2013, Flacco assinou um contrato de patrocínio com o McDonald's para promover seu novo item de menu, o Mighty Wings. Flacco também se uniu à Opendorse para promover um aplicativo para celular da Zynga chamado "NFL Showdown: Football Manager", bem como uma linha de roupas femininas para o Spirit Football Jersey.

## Vida pessoal
Joe Flacco se casou com sua esposa Dana em 2011. Juntos, eles têm cinco filhos; seu primeiro filho Stephen Flacco nasceu em junho de 2012, Daniel Flacco nasceu em 15 de setembro de 2013, Francis Flacco nasceu em janeiro de 2015 e Thomas Flacco nasceu em abril de 2018. A filha única dos Flaccos, Evelyn Flacco, nasceu em setembro de 2016.
Ele é o mais velho dos cinco garotos de sua família. Seus irmãos são chamados Mike, John, Brian e Tom. Seu irmão Mike foi selecionado na 31ª rodada do Draft de 2009 da Major League Baseball pelo Baltimore Orioles e foi o primeiro baseman do Frederick Keys, que venceu o campeonato de 2011 da Carolina League. Em 15 de março de 2013, Flacco decidiu se aposentar do beisebol. Ele então se matriculou na Universidade de New Haven para jogar futebol americano como um tight end e se declarou para o Draft de 2014 da NFL.
O irmão mais novo de Joe, Tom Flacco, se matriculou em 2015 na Western Michigan University, onde jogou como quarterback por duas temporadas antes de se transferir para a Universidade Rutgers em 2017 e depois para a Towson University em 2018.
Em uma pesquisa realizada pela Fanatics em janeiro de 2017, Flacco foi eleito o jogador mais atraente da NFL.